# Port lotniczy Queenstown
Port lotniczy Queenstown – międzynarodowy port lotniczy w Queenstown, Otago, Nowa Zelandia. Przyjmuje rocznie około 700 tysięcy pasażerów.

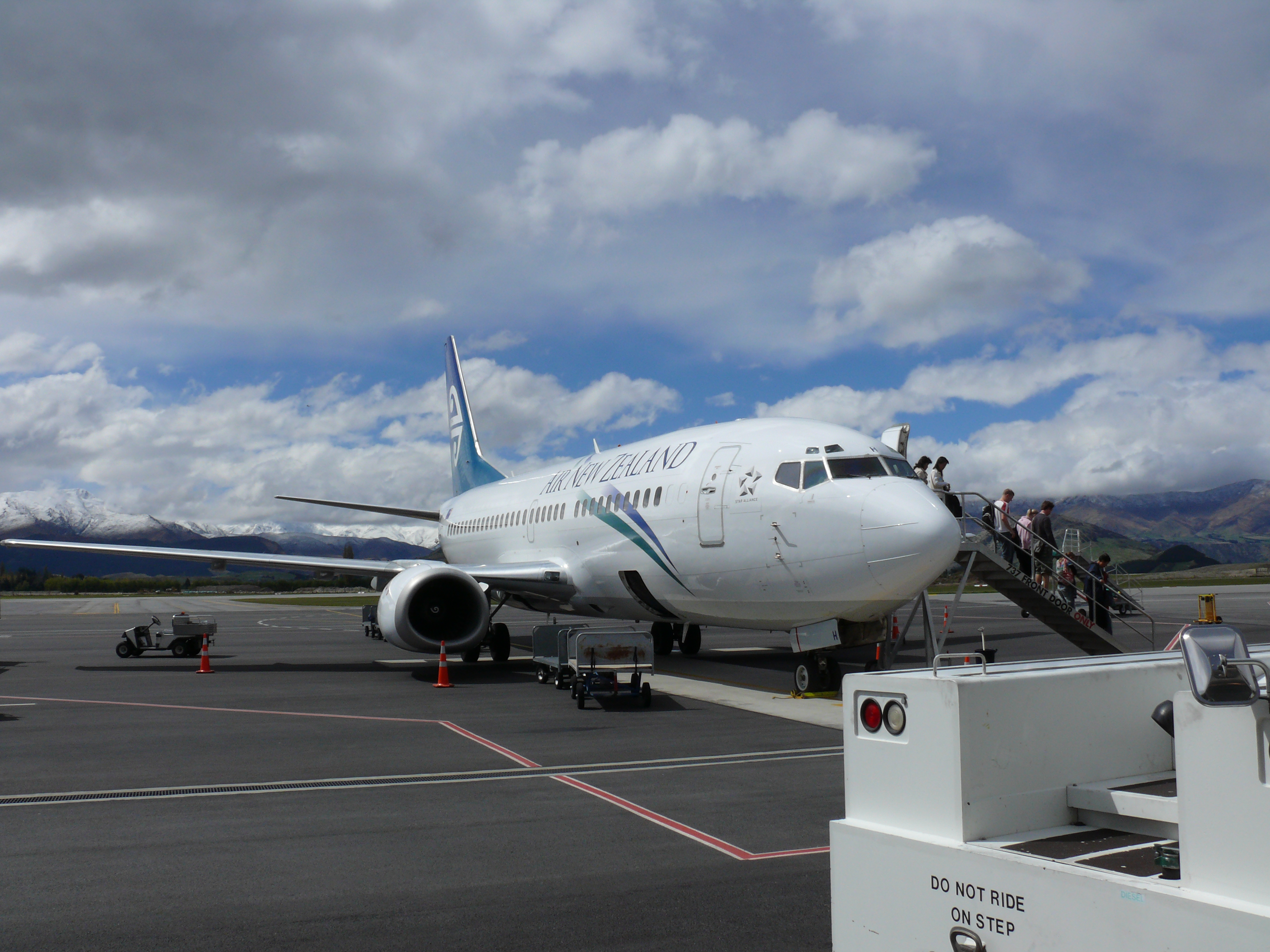
Płyta postojowa lotniska